# Alf Liczmański
Alf Liczmański, właśc. Alfons Edmund Liczmański (ur. 10 października 1904 w Gdańsku, zm. 20 marca 1940 w Granicznej Wsi) – gdański działacz polonijny, nauczyciel, harcmistrz.

## Młodość
Był jedynym synem Teofili i Stanisława Liczmańskich. Ojciec, z zawodu krawiec, był działaczem narodowym jeszcze przed I wojną światową, matka również pracowała w polonijnych organizacjach kobiecych.
Ukończył w 1924 Gimnazjum Piotra i Pawła (w budynku obecnego I LO w Gdańsku). Następnie rozpoczął studia na Wydziale Budownictwa Lądowego Gdańskiej Politechniki (wówczas Technische Hochschule), które był zmuszony przerwać z przyczyn materialnych, nie uzyskując dyplomu. Już jako uczeń brał udział w tajnych zbiórkach działającego od 1917 Towarzystwa Filaretów. Grał na skrzypcach, z pasją fotografował, znał biegle niemiecki, angielski i francuski.
W latach 1927–1936 był nauczycielem w Polskiej Szkole Handlowej w Oliwie, uczył stenografii i kaligrafii. Był aktywnym działaczem polskim, organizatorem wielu patriotycznych imprez polonijnych w Wolnym Mieście Gdańsk.

## Harcerstwo
Ukończył kurs harcerski w Karwi w 1920. Następnie współtworzył 8 sierpnia 1920 roku pierwszą męską drużynę harcerską im. Zygmunta Augusta.
Współorganizator polskiego harcerstwa w Wolnym Mieście Gdańsku. Twórca drużyny harcerskiej im. Zawiszy Czarnego (1930), komendant hufca gdańskiego. Od 1935 komendant Gdańskiej Chorągwi ZHP. Redaktor naczelny harcerskiego pisma „Zewie” (1935–1938).
Propagował działalność harcerstwa gdańskiego na obozach w Polsce i zlotach międzynarodowych – na Węgrzech, w Holandii, Francji, Austrii i Szkocji. Liczne kontakty międzynarodowe ułatwiała mu znajomość języków obcych.
W chwili wybuchu II wojny światowej gdańskie harcerstwo było bardzo prężnie działającą, jedną z najliczniejszych organizacji polonijnych w Wolnym Mieście Gdańsku. Zrzeszało około dwóch tysięcy osób w różnym wieku, od zuchów po dorosłych, działało w polskich szkołach, w poszczególnych dzielnicach: w Śródmieściu, we Wrzeszczu, Brzeźnie, Oliwie, Nowym Porcie, Oruni i Siedlcach, a także w Sopocie, Pszczółkach, Piekle, Trąbkach Wielkich i Ełganowie.

## Śmierć
Działalność harcerska i patriotyczna była skrupulatnie śledzona przez gdańską policję, zwłaszcza po dojściu do władzy Adolfa Hitlera w Niemczech. Komendant gdańskich harcerzy był na czołowym miejscu na liście Polaków przeznaczonych, z chwilą wybuchu wojny, do aresztowania i likwidacji.
Został aresztowany w 1939 i osadzony w więzieniu w Gdańsku. Z więzienia został przewieziony do obozu koncentracyjnego w Stutthofie. Został jako „wielki i fanatyczny Polak” (to określenie w obozowej kartotece przy jego nazwisku podpatrzyli współwięźniowie), potraktowany w sposób specjalny – wywieziono go do filii obozu w Grenzdorfie (obecnie Graniczna Wieś) i rozstrzelano wczesnym rankiem 20 marca 1940.

## Miejsca pamięci
Jego zwłoki po wojnie zostały ekshumowane, a następnie uroczyście pochowane 14 listopada 1948 na cmentarzu w Gdańsku-Zaspie w Alei Zasłużonych.

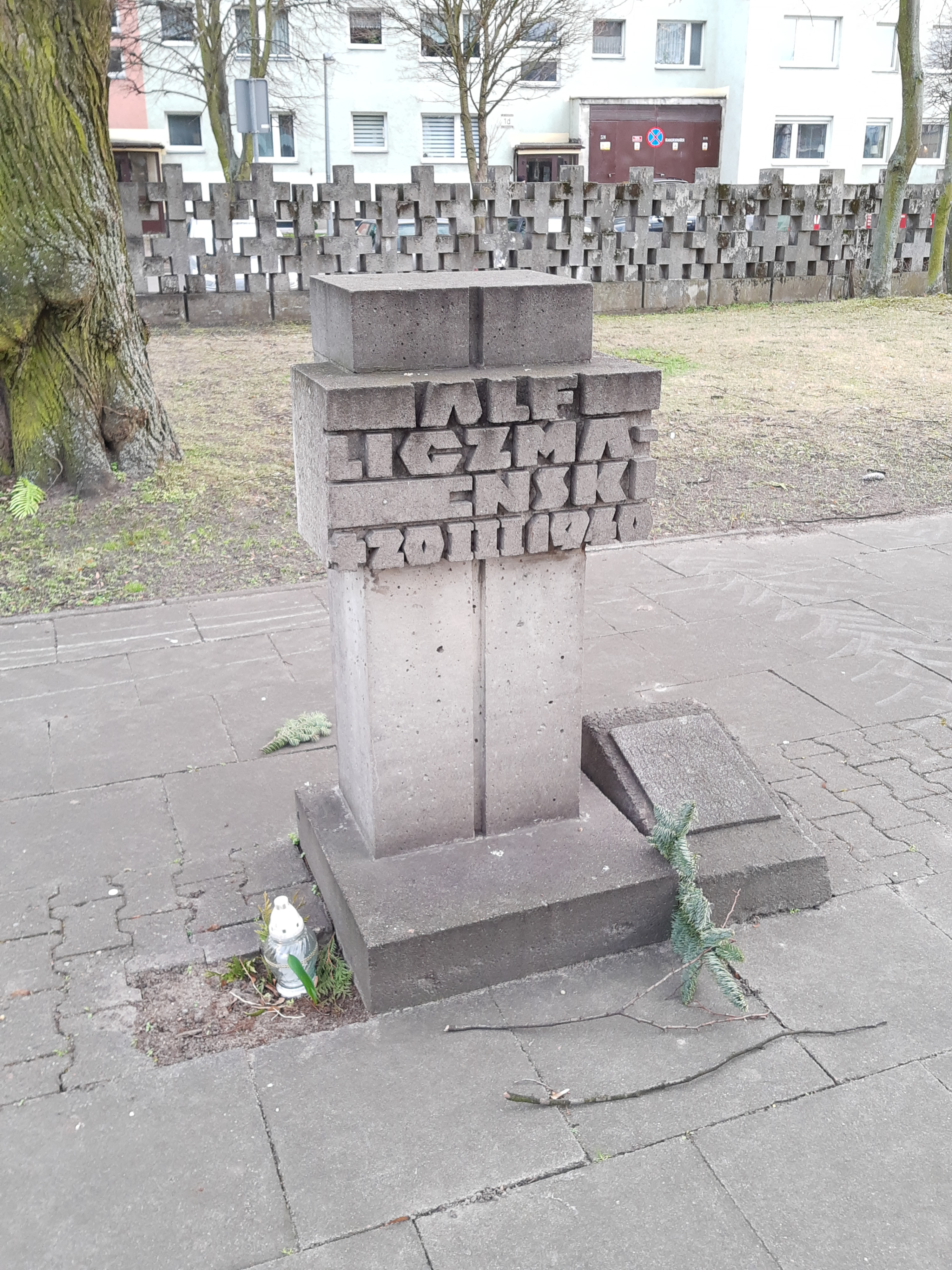
Grób Alfa Liczmańskiego na Cmentarzu Ofiar Hitleryzmu na Zaspie

Wyrazem pamięci dla działalności Alfa Liczmańskiego było nadanie jego imienia Szkole Podstawowej nr 65 w Gdańsku. Na dziedzińcu szkoły umieszczono pomnik komendanta harcerstwa Gdańskiego dłuta Wiktora Tołkina. Także ulica przy której mieszkał (ówcześnie Jahnstrasse) w Oliwie nosi imię Alfa Liczmańskiego.
11 listopada 2002 roku otwarto w Granicznej Wsi ekspozycję pamięci poświęconą Alfowi Liczmańskiemu, a obok symbolicznej leśnej mogiły przebiega szlak spacerowy jego imienia.
Komenda Hufca ZHP Gdańsk-Śródmieście za swojego bohatera przyjęła Alfa Liczmańskiego.
Imię Alfa Liczmańskiego nosi jeden z gdańskich tramwajów – Pesa Swing o numerze 1038 oraz jacht typu J-80.

## Janina Liczmańska
Żona Janina opiekowała się urodzoną w 1935 córeczką (Regina Maria Liczmańska-Małek) i prowadziła dom. Wraz z dzieckiem opuściła Gdańsk w sierpniu 1939. Przeżyła wojnę w Koronowie i 7 maja 1945 wróciła do Oliwy, pod dawny adres.

## Ordery i odznaczenia
- Srebrny Krzyż Zasługi (19 marca 1937)[5]